# علاقات تركيا الخارجية
تحاول تركيا الانضمام لعضوية الإتحاد الأوروبي منذ تأسيس الاتحاد في عام 1993. حصلت تركيا رسمياً على صفة دولة مرشحة للانضمام عام 1999 وبدأت مفاوضات العضوية عام 2004. ومسألة انضمام تركيا للإتحاد قسمت الأعضاء الحاليين في الاتحاد إلى معارض ومؤيد. ويقول المعارضون بأن تركيا هي ليست دولة أوروبية وإنما جزء من الشرق الأوسط وآسيا وأنها سياسياً واقتصادياً وثقافياً لا تلبي الشروط الأدنى للعضوية وستكون عبئ على الاتحاد. بينما يقول المؤيدون بأن العضوية ستمنع انتشار الفكر المتشدد في منطقة الشرق الأوسط، والذي قد يوقع تركيا في يوم من الأيام تحت سيطرة المتشددين، أيضا بأن لدى تركيا أراضي زراعية شاسعة وأيدي عاملة كبيرة ستفيد الاقتصاد الأوروبي. ومن الناحية الإيجابية التي نتجت عن نية تركيا الانضمام للإتحاد وفرض الاتحاد شروط لبدء مفاوضات العضوية هي تقليص سيطرة الجيش على مجريات الحياة السياسية في البلاد، ونمو الحريات وحقوق الإنسان وخاصة فيما يتعلق بحقوق الأقليات كالأقلية الكردية. كما حاولت تركيا جاهدة في الفترة الأخيرة حل مشكلة قبرص، التي قامت باحتلال الجزء الشمالي منها عام 1974 تحت ذريعة حماية حقوق الأقلية التركية هناك.

## العلاقة التركية العربية

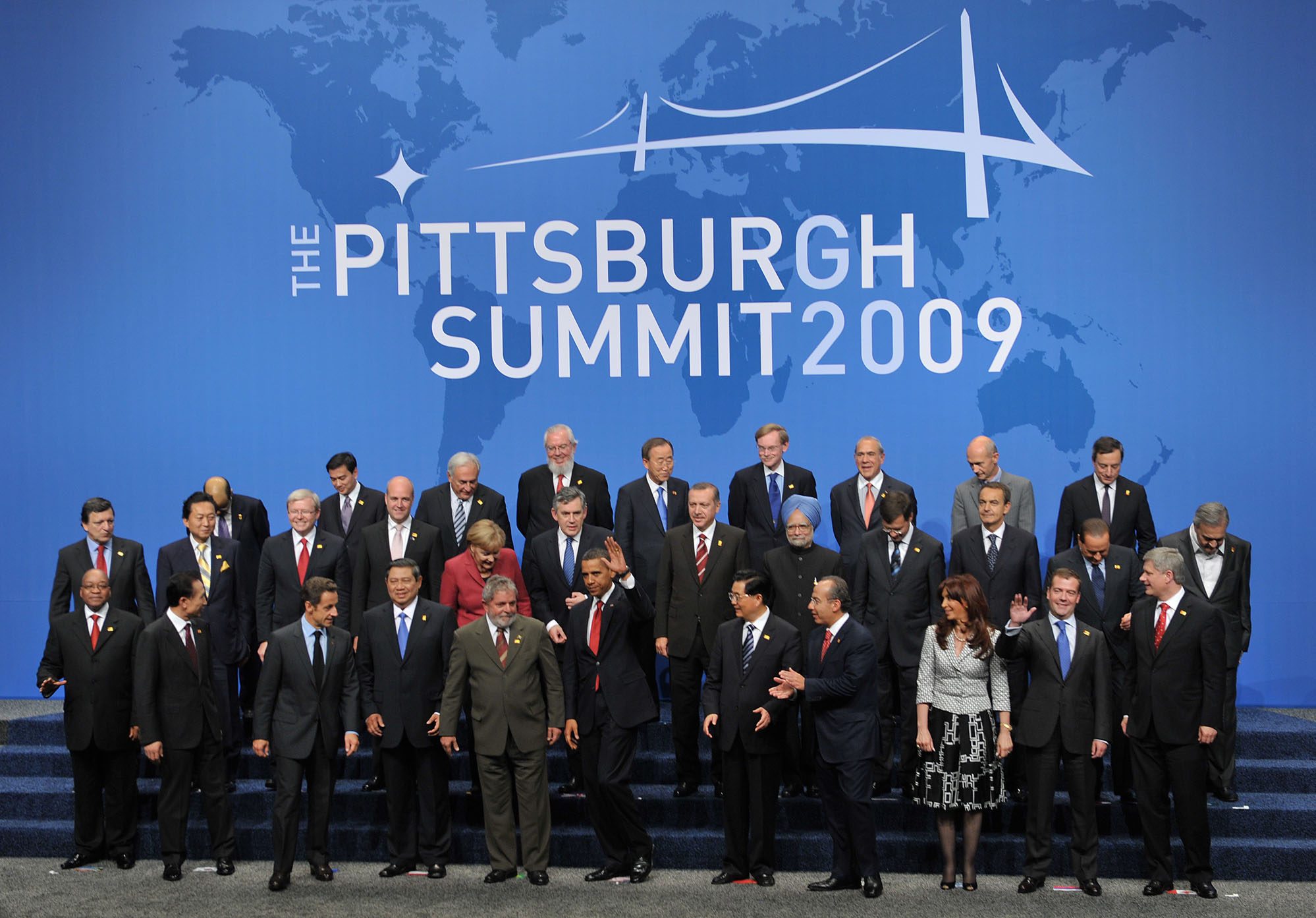
تركيا هي عضو مؤسس في منظمة التعاون والتنمية ومجموعة ال 20 الاقتصادات الرئيسية.

تعمل تركيا على تحسين علاقاتها بجيرانها وخاصة مع الدول العربية. أحتجت تركيا مرارًا على سياسة إسرائيل الاستيطانية والعمليات العسكرية القاسية ضد المدنيين الفلسطينيين. كما تقوم تركيا بلعب دور الوسيط بين سوريا وإسرائيل عبر المفاوضات غير المباشرة والتي تُقام على أراضيها والتي دخلت الجولة الرابعة. وفي سنة 2009، شهدت العلاقات السورية التركية تطورًا كبيرًا ومهمًا على أصعدةٍ عديدة، ولاسيما السياسية منها والاقتصادية، والسياحية، ولعلَّ أبرزها توقيع اتفاقية التجارة الحرة السورية التركية، والكثير من الاتفاقات والتفاهمات التي خلقت بين البلدين أفضل العلاقات، وقامت جامعة حلب بمنح رئيس الوزراء التركي رجب طيب أردوغان شهادة الدكتوراه، تقديرًا لمواقفه الرائعة حيال القضايا العربية، ولاسيما موقفه المُشرّف تجاه العدوان الإسرائيلي الأخير على غزة، والموقف الأروع في المنتدى الاقتصادي العالمي في دافوس، وانسحب من المؤتمر احتجاجًا على التعاطف والتمادي والانحياز الذي أبرزته إدارة المؤتمر مع الرئيس الإسرائيلي شمعون بيريز.
إلغاء الفيزا بين سوريا وتركيا من ساعات صباح يوم الجمعة 18 سبتمبر 2009 بدا تنفيذ قرار إلغاء سمة الدخول بين البلدين حيث يستطيع أي من شعبي البلدين الدخول للبلد الأخرى بجواز سفر فقط دون وجوب الحصول على سمة دخول من القنصلية التابعة للبلد الآخر. بالإضافة إلى إلغاء الفيزا بين تركيا واليمن بعد زيارة الرئيس التركي عبد الله غول لصنعاء في فبراير 2011.
وتشهد العلاقات التركية السورية، نوعًا من الفتور في الوقت الحالي، بعد الاحتجاجات السورية 2011، وقمع المتظاهرين وقتلهم وتشريد 3,000 إلى تركيا من جسر الشغور،  حتى وصلت إلى حد التهديد بالتدخل العسكري إن لزم الأمر على حد تعبير الرئيس التركي عبد الله غول. في 9 أغسطس 2011، أفادت بي بي سي والعديد من المواقع الإخبارية بأن وزير الخارجية التركية أرسل إلى سورية رسالة بأنها نظام «صعب». وقال أردوغان أنه نفد صبره من «وحشية» نظام بشار الأسد السوري الاستبدادي.
وشهدت العلاقات التركية المصرية، تطورًا ملحوظًا بعد قيام الثورة المصرية 2011 وتنحي حسني مبارك ممثلة بزيارة الرئيس التركي عبد الله جول لمصر، وناقش فيها سبل دعم التعاون السياسي والاقتصادي والعسكري بين البلدين وتعزيز الشراكة المصرية التركية في العديد من المجالات.
وفي يوم 2 ديسمبر 2015 وقعت تركيا وقطر عدة اتفاقيات اقتصادية أبرزها مذكرة تفاهم لتصدير الغاز الطبيعي من قطر إلى تركيا، وذلك خلال زيارة الرئيس التركي رجب طيب أردوغان إلى الدوحة. (وزيارة جامعة قطر التي منحته الشهادة الدكتوراه الفخرية بالفلسفة بعد القائه كلمة ) وقَّع الطرفان مذكرة تفاهم أولية لاستيراد تركيا الغاز الطبيعي المسال من قطر على المدى الطويل وبشكل منتظم، وفق ما ذكرته وكالة أنباء الأناضول التركية ووكالة الأنباء القطرية الرسمية، كما أعلن أردوغان عن إلغاء تأشيرات الدخول المتبادلة بين تركيا وقطر.

## اتفاقية مضيقي البوسفور والدردنيل
تم توقيع اتفاقية مونترو سنة 1936 لتنظيم الملاحة في المضايق التركية. وما زالت هذه الاتفاقية سارية المفعول حتى الوقت الحاضر. وتعطى هذه الاتفاقية لتركيا الحقوق الكاملة لممارسة سيادتها على المضايق، وإدارتها وإعادة تحصينها وتقييد مرور السفن الحربية، التي لا تتبع دول البحر الأسود تقييداً أشد، إذ حرمت المضايق على مرور أي سفينة حربية تتجاوز حمولتها 15 ألف طن، ولا يسمح بوجود أكثر من تسع سفن حربية بالممر في وقت واحد، وألاّ تزيد حمولتها مجتمعة عن 15 ألف طن. واستثنت من ذلك السفينة الواحدة التي تزيد حمولتها عن 15 ألف طن. لكن يمنع مرور حاملات الطائرات، ويسمح للغواصات بالمرور في المضايق شريطة أن تكون ظاهرة على السطح، وعلى أن تقصد الترسانات للصيانة. ولتركيا الحق في منع مرور السفن الحربية بالكامل في المضايق، إذا كان مرورها يهدد أمن الدولة التركية.
وصارت لتركيا أهمية إستراتيجية خطيرة في إستراتيجية الكتلة الغربية ضد الكتلة الشرقية. فيمكن لها أن تسمح لأساطيل الكتلة الغربية بالمرور إلى البحر الأسود لتدمير المنطقة الصناعية الرئيسية في قلب دول اتحاد السوفيت (السابق). وهي تمثل صمام أمان للقوى الغربية ضد الزحف الروسي جنوباً إلى الشرق الأوسط وطرق الملاحة الدولية هناك، ومن ثم تنظر الولايات المتحدة إلى تركيا على أنها قاعدة عسكرية هامة في سلسلة الحلقة النارية، التي تعتمد عليها لمواجهة الكتلة الروسية. والسفن العابرة من البحر الأسود إلى بحر إيجة مجبرة على المرور في ممررات مائية تركية لمسافة 320 كم. وهذه الميزة الكبيرة دفعت حلف الأطلسي إلى أن يضم إلى صفوفه دولة بهذا الموقع الإستراتيجي الخطير الحاكم لحركة الكتلة الروسية، إذ تمثل المضايق التركية المخرج الوحيد للسفن الروسية من البحر الأسود المغلق. وفي المتوسط، تمر في المضايق سفينة حربية روسية كل 36 ساعة. بينما تمر عبرها 20 سفينة تجارية روسية يومياً. وتمثل السفن التجارية الروسية 40% من الحمولة المارة في المضيقين.
وقد طالب اتحاد السوفيت (السابق) أكثر من مرة بتعديل معاهدة مونترو بأن تشترك دول البحر الأسود جميعاً في الإشراف على الملاحة في المضايق. ويتضمن هذا المطلب تدويل الممرات المائية الإقليمية للدول الصغيرة، لضمان بقائها مفتوحة أمام السفن الروسية التجارية والحربية في وقت السلم والحرب على حد سواء. وكان السوفيت يؤيدون مطالب بلغاريا، التي كانت ضمن دول حلف وارسو السابق، في الحصول على جزء من تركيا ليصبح لها حق الإشراف على مضيقي البسفور والدردنيل. إلاّ أن الكتلة الغربية وتركيا رفضت هذا المطلب.
وتعبر السفن التجارية المضايق بلا قيود عدا الشروط الصحية. ولا تتقاضى تركيا رسوماً للعبور، وتعبر المضايق التركية 28 ألف سفينة سنوياً أغلبها سفن تجارية. ولو حدث صراع مسلح بين تركيا واليونان بخصوص قبرص فستتأثر.<الملاحة في المضيقين.القناة التعليمية قالقيلا